# Пик Данкова
Пик Данкова (кирг. Данков чокусу) — гора в хребте Какшаал-Тоо в Кыргызстане. Высота 5982 м.

## Общие сведения
Вершина расположена вблизи границы с Китаем. Покрыта вечными снегами и ледниками. Покорён альпинистами. Этимология названия неизвестна, по одной из версий пик в 1910—1911 годах назван в честь одного из военных топографов, обследовавших этот район.